# Kilarlahalli, Pavagada
Kilarlahalli là một làng thuộc tehsil Pavagada, huyện Tumkur, bang Karnataka, Ấn Độ.